# Croix de guerre (Luxembourg)
Pour les articles homonymes, voir Croix de guerre.
La Croix de guerre du Luxembourg (en allemand : Kriegskreuz) est une décoration militaire luxembourgeoise. Elle a été créée le 17 avril 1945 par la Grande-Duchesse Charlotte de Luxembourg,. La Croix de guerre récompense les services militaires et les actes de bravoure,. La médaille est souvent appelée Croix de guerre luxembourgeoise, le français étant l'une des trois langues officielles du Luxembourg.
Le Luxembourg a décerné la Croix de guerre à des citoyens luxembourgeois et à des membres des forces alliées pour des actes de bravoure ou de valeur particuliers lors de la libération du Luxembourg. La Croix de guerre pouvait également être décernée à des unités militaires,,. La Croix de guerre luxembourgeoise était l'une des décorations étrangères les plus rares décernées aux troupes alliées en raison du petit nombre d'opérations de combat qui ont eu lieu au Luxembourg - contrairement aux combats majeurs qui se sont déroulés dans des endroits comme la Belgique, la France et l'Allemagne.

## Croix de guerre 1940-1945
La Croix de guerre 1940-1945 a été créée en avril 1945 par la Grande-Duchesse Charlotte de Luxembourg. Cette décoration était décernée aux membres des forces armées et des organisations paramilitaires ayant rendu des services éminents au cours de la Seconde Guerre mondiale. Les étrangers pouvaient également être récompensés.
La médaille est une croix de bronze foncé au motif de la Croix pattée, surmontée d'une couronne grand-ducale,. Sur l'avers figure une grande lettre C surmontée d'une couronne. Le revers porte la date de 1940. La croix est ornée d'épées croisées entre les bras de la croix pointant vers le haut, également en bronze foncé,. Le ruban de la Croix de guerre est bleu Nassau, avec trois bandes jaune-orange espacées également à partir du centre. Les bords sont également jaune-orange.

## Croix de guerre 1951
La Croix de guerre 1951 a été instituée en mai 1951. Cette décoration est décernée aux militaires luxembourgeois et aux organisations paramilitaires qui se sont distingués par des actes de bravoure et de courage. Elle peut être décernée à titre posthume. La décoration peut également être décernée à des étrangers. La Croix de guerre 1951 a été créée pour permettre au gouvernement luxembourgeois de reconnaître les services rendus lors de la guerre de Corée, ainsi que lors des conflits futurs.
La Croix de guerre 1951 se présente exactement comme la Croix de guerre 1940-1945, à l'exception du revers. Au lieu de porter la date de 1940, cet espace est occupé par une couronne de feuilles de chêne,.

## Décorations d'unité de l'armée américaine
L'armée américaine autorise les membres des unités qui ont reçu la décoration à porter le ruban bleu et jaune-orange, entouré d'un cadre doré (gold frame). Ce ruban représente la réception par l'unité de la décoration sous la forme d'une banderole dans les mêmes couleurs que le ruban porté sur l'étendard de l'unité.

## Sources
- (en) Cet article est partiellement ou en totalité issu de l’article de Wikipédia en anglais intitulé « Luxembourg War Cross » (voir la liste des auteurs).